# La Course by Le Tour de France 2018
5. edycja kobiecego wyścigu kolarskiego La Course by Le Tour de France odbyła się 17 lipca 2018 roku, we Francji. Zwyciężczynią została Holenderka Annemiek van Vleuten, dla której było to drugie z rzędy zwycięstwo w tym wyścigu. Wyprzedziła ona swoją rodaczkę Annę van der Breggen oraz Południowoafrykankę Ashleigh Moolman.
Wyścig ten odbył się tego samego dnia i kończył w tym samym miejscu, co 10. etap wyścigu mężczyzn.
Był to piętnasty w sezonie wyścig cyklu UCI Women’s World Tour, będącym serią najbardziej prestiżowych zawodów kobiecego kolarstwa.

## Wyniki
| M-ce | Imię i nazwisko       | Kraj              | Drużyna          | Czas       |
| ---- | --------------------- | ----------------- | ---------------- | ---------- |
| 1.   | Annemiek van Vleuten  | Holandia          | Mitchelton-Scott | 3h 20' 43" |
| 2.   | Anna van der Breggen  | Holandia          | Boels Dolmans    | + 1"       |
| 3.   | Ashleigh Moolman      | Południowa Afryka | Cervélo–Bigla    | + 1' 22"   |
| 4.   | Cecilie Uttrup Ludwig | Dania             | Cervélo–Bigla    | + 1' 58"   |
| 5.   | Megan Guarnier        | Stany Zjednoczone | Boels Dolmans    | + 2' 19"   |
| 6.   | Katarzyna Niewiadoma  | Polska            | Canyon–SRAM      | + 2' 19"   |
| 7.   | Katharine Hall        | Stany Zjednoczone | UnitedHealthcare | + 2' 22"   |
| 8.   | Amanda Spratt         | Australia         | Mitchelton-Scott | + 2' 22"   |
| 9.   | Ane Santesteban       | Hiszpania         | Alé–Cipollini    | + 2' 24"   |
| 10.  | Erica Magnaldi        | Włochy            | Bepink           | + 2' 24"   |
|      |                       |                   |                  |            |
| 36.  | Małgorzata Jasińska   | Polska            | Movistar Team    | + 12' 05"  |